# Eiganes og Våland
Eiganes og Våland est un arrondissement de la ville de Stavanger, en Norvège.

## Quartiers
Bien que les frontières des quartiers ne correspondent pas exactement aux frontières de l'arrondissement, Hinna se compose à peu près des quartiers (delområder) suivants : Våland, Eiganes, Kampen et Stokka.

## Politique
Eiganes og Våland a un conseil d'arrondissement (bydelsutvalg). Le conseil est composé de 11 membres composé ainsi: 
- 3 du Parti travailliste (Arbeiderpartiet)
- 1 du Parti chrétien-démocrate (Kristelig Folkeparti)
- 1 du Parti libéral (Venstre)
- 4 du Parti conservateur (Høyre)
- 2 du Parti du Progrès (Fremskrittspartiet)